# Ptilium (Moosgattung)
Ptilium ist eine Moosgattung aus der Ordnung der Hypnales. 

## Merkmale
Die Stämmchen der Gametophyten sind sehr regelmäßig kamm- bis federartig gefiedert. Sie bilden zierliche, breit lanzettliche Wedel, die Straußenfedern ähneln. Die Blättchen sind stark faltig und nicht hohl.

## Systematik
Die Gattung ist Teil der Familie der Hypnaceae. Sie besteht aus nur zwei Arten: 
- Ptilium crista-castrensis kommt in der nördlichen Hemisphäre vor, auch in Mitteleuropa.
- Die zweite Art ist in der Karibik heimisch.

## Belege
- Jan-Peter Frahm, Wolfgang Frey: Moosflora (= UTB. 1250). 4., neubearbeitete und erweiterte Auflage. Ulmer, Stuttgart 2004, ISBN 3-8252-1250-5, S. 500, 512.